# Talco (przedsiębiorstwo)
TALCO (tadż. Ширкати Алюминийи Тоҷик; ros. ТАЛКО, Таджикская алюминиевая компания) – tadzyckie przedsiębiorstwo przemysłowe specjalizujące się w produkcji aluminium.
Pierwszy projekt budowy huty aluminium przyjęto na posiedzeniu Rady Ministrów Tadżyckiej Socjalistycznej Republiki Radzieckiej w październiku 1964. W montażu instalacji i uruchomieniu produkcji brali udział eksperci z francuskiej firmy Pechiney. Do 2007 roku przedsiębiorstwo funkcjonowało jako Tadżycka Fabryka Aluminium, TADAZ (Таджикский алюминиевый завод).  
TALCO jest największym przedsiębiorstwem Tadżykistanu, produkując ok. 400 tys. ton aluminium rocznie, odpowiada za 60% eksportu tego kraju. 